# یان هیمیلسباخ
یان هیمیلسباخ (لهستانی: Jan Himilsbach؛ ‏ ۱۹۳۱–۱۱ نوامبر ۱۹۸۸) بازیگر، شاعر و فیلم‌نامه‌نویس اهل لهستان بود.
از فیلم‌ها یا مجموعه‌های تلویزیونی که وی در آن‌ها نقش داشته‌است، می‌توان به سرنوشت‌های لهستانی، به‌دور از جاده، چهل‌ساله و کروز اشاره نمود.